# 康溪走马坪遗址
康溪走马坪遗址，位于中国广东省韶关市仁化县丹霞乡康溪村走马坪，为仁化县的一个县级文物保护单位，类型为古遗址，公布时间为1989年6月3日。
康溪走马坪遗址的历史年代为新石器时代。